# Janina Madziarówna

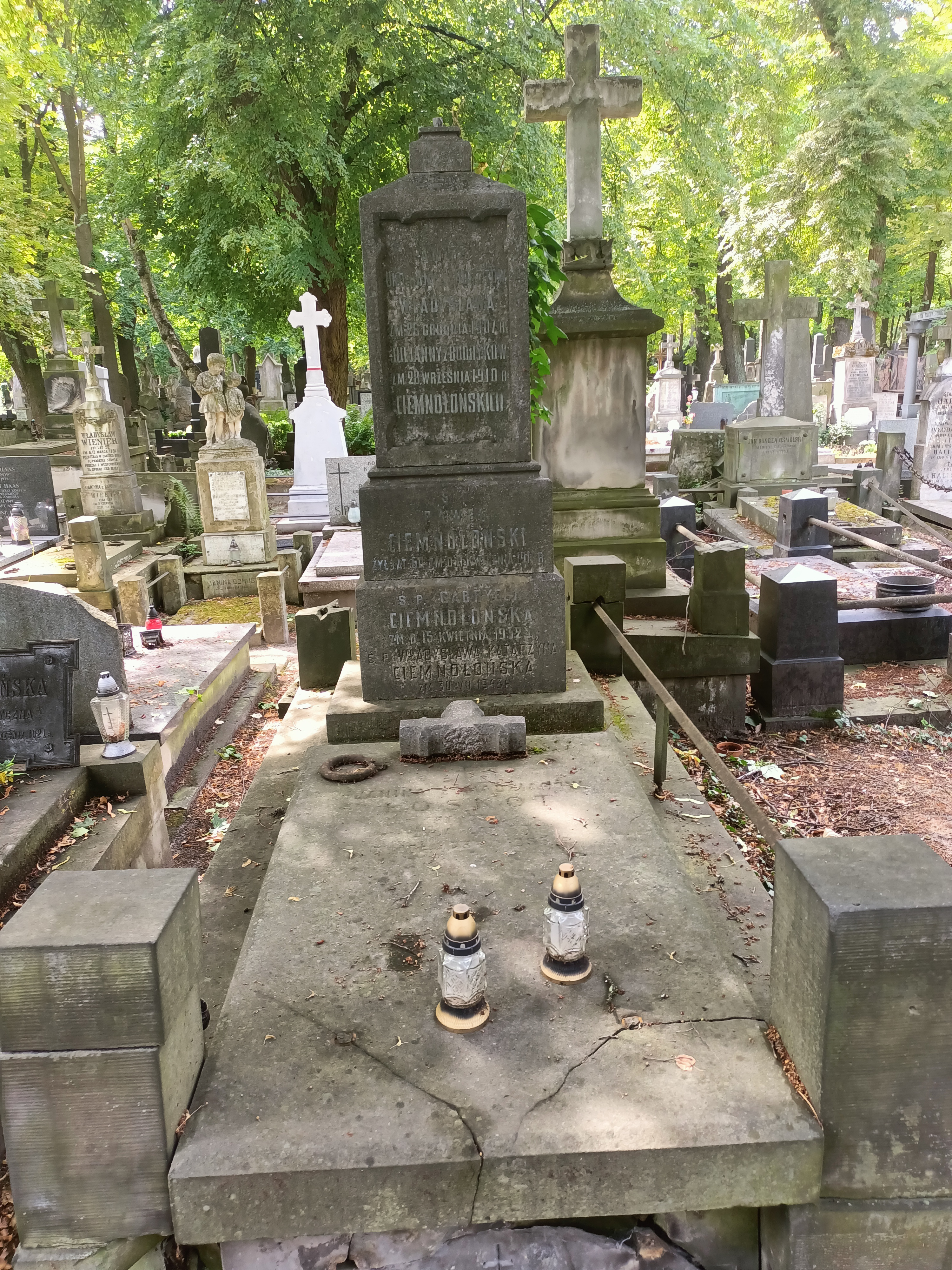
Grób Janiny Madziarówny Łoskot na Cmentarzu Powązkowskim w Warszawie

Janina Madziarówna (ur. 13 sierpnia 1895 w Warszawie, zm. 28 maja 1956 w Łodzi) – polska aktorka teatralna oraz piosenkarka.

## Życiorys
W 1915 roku ukończyła kursy wokalno-dramatyczne u Heleny J. Hryniewieckiej. Przez całą swoją karierę występowała na scenach warszawskich: w Teatrze Popularnym (1914-1916), Teatrze Nowym, Teatrze Letnim (1915), Teatrze Ludowym oraz Teatrze Współczesnym (1916). W 1917 roku zaangażowała się do Teatru Miraż i od tej pory stale występowała już na scenach kabaretowych, rewiowych i wodewilowych. W latach 1917–1932 była członkinią zespołów teatrów: Miraż, Argus, Sfinks, Czarny Kot, Stańczyk, Praskiego, Wodewil, Qui Pro Quo, Hollywood, Muza oraz Mignon. Występowała w duetach z Józefem Ursteinem, jednak największą popularność zyskała jako piosenkarka. Jej największym przebojem był utwór Gołda, ty znów w Warszawie? (muz. ludowa, sł. Andrzej Włast). Po 1932 roku zaprzestała grania.
W 1920 roku wyszła za mąż za Wincentego Łoskota, również aktora. Ich synem był Zbigniew Łoskot - malarz i grafik. Została pochowana na cmentarzu Powązkowskim w Warszawie.